# Haloschizopera bulbifer
Haloschizopera bulbifer is een eenoogkreeftjessoort uit de familie van de Miraciidae. De wetenschappelijke naam van de soort werd in 1911 voor het eerst geldig gepubliceerd door Georg Ossian Sars.